# Discografia de Liah
A discografia de Liah compreende três quatro álbuns de estúdio, quatorze singles, uma participação, um single promocional, uma participação e oito trilhas sonoras. Em 2003 a cantora lançou seu primeiro single, "Garotas Choram Demais", que logo alcançou um bom desempenho nas rádios brasileiras. A segunda canção lançada, "Poesia e Paixão" atingiu o primeiro lugar no Brasil e fez com que o primeiro disco da cantora, o homônio Liah, vender em torno de 100 mil cópias e atingir o disco de ouro. Em 2004 canção "O Amor é Mais" entrou para a trilha sonora oficial da décima primeira temporada de Malhação. Em 24 de abril de 2005 a EMI lança o segundo disco da cantora, Perdas e Ganhos, embalado pelo primeiro single "Sere Nere", que contou com a participação do cantor italiano Tiziano Ferro, sendo uma das mais executadas daquele ano.[carece de fontes?] A faixa "Tarde Demais" foi liberada como a segunda canção trabalhada ao ser incluida novamente na trilha sonora de Malhação, desta vez na décima segunda temporada. O terceiro lançamento do disco foi incluido nas trilhas sonoras das novelas Alta Estação e Cristal.
Em 2006 Liah rompe com a EMI por se sentir pressionada à se enquadrar na imagem de cantora de pop rock, a cantora lançou o terceiro álbum. Em 2007 assina com a Som Livre, inspirando-se na imagem e sonoridade da cantora Colbie Caillat. No mesmo ano é lançado o single "Livre", marcando a nova fase de sua carreira. Em 2008 são liberados como canções de trabalho antes do lançamento de seu novo disco, "Algo Mudou" e "E Não Vou Mais Deixar Você Tão Só", para a telenovela Três Irmãs. Em 10 de fevereiro de 2009 o lançamento do disco Livre marca seu primeiro trabalho pela Som Livre, trazendo como últimos singles "Do Avesso" e "Outra Porta". Em 20 de outubro de 2011 o quarto disco da cantora, Quatro Cantos, é enviado às lojas, embalado pela canção de trabalho "Todos os Cantos".

## Álbuns
| Ano  | Álbum           | Detalhes do álbum                                                                             |
| ---- | --------------- | --------------------------------------------------------------------------------------------- |
| 2004 | Liah            | - Lançamento: 1 de março de 2004 - Formatos: CD, download digital - Gravadora: EMI            |
| 2005 | Perdas e Ganhos | - Lançamento: 24 de abril de 2005 - Formatos: CD, download digital - Gravadora: EMI           |
| 2009 | Livre           | - Lançamento: 10 de fevereiro de 2009 - Formatos: CD, download digital - Gravadora: Som Livre |
| 2012 | Quatro Cantos   | - Lançamento: 20 de outubro de 2012 - Formatos: CD, download digital - Gravadora: Som Livre   |

## Ao Vivo
| Álbum                     | Detalhes |
| ------------------------- | --- |
| Ao Vivo no Theatro da Paz | - Lançamento: 7 de julho de 2015 - Formatos: CD, DVD, download digital - Gravadora: Lado Esquerdo Produções |

## EPs
| Ano  | Álbum                                                                                                   |
| ---- | --- |
| 2014 | O Som é o Sol - Lançamento: 5 de agosto de 2014 - Formatos: CD, download digital - Gravadora: Som Livre |
| 2016 | Filha de Belém - Lançamento: 7 de outubro de 2016 - Formatos: Download digital - Gravadora: Som Livre   |

## Singles

### Como artista principal
| Ano                                 | Título | Álbum                         |
| ----------------------------------- | ------ | ----------------------------- |
| "Garotas Choram Demais"             | 2003   | Liah                          |
| "Poesia e Paixão"                   | 2004   | Liah                          |
| "O Amor é Mais"                     | 2004   | Liah                          |
| "Tarde Demais"                      | 2005   | Perdas e Ganhos               |
| "Perdas e Ganhos"                   | 2005   | Perdas e Ganhos               |
| "E Não Vou Mais Deixar Você Tão Só" | 2008   | Três Irmãs                    |
| "Livre"                             | 2008   | Livre                         |
| "Outra Porta"                       | 2009   | Livre                         |
| "Do Avesso"                         | 2009   | Livre                         |
| "Todos os Cantos"                   | 2011   | Quatro Cantos                 |
| "Nossa Música"                      | 2012   | Quatro Cantos                 |
| "Você por Perto"                    | 2014   | O Som É o Sol                 |
| "Vem Me Ver"                        | 2016   | Não adicionado à nenhum álbum |
| "Um Mais Um"                        | 2017   | Não adicionado à nenhum álbum |
| "Tô Chegando"                       | 2018   | Não adicionado à nenhum álbum |
| "Girassol"                          | 2018   | Não adicionado à nenhum álbum |
| "A Proposta" (part. Zeca Baleiro)   | 2020   | Não adicionado à nenhum álbum |
| "Baião a Dois"                      | 2020   | Não adicionado à nenhum álbum |
| "Jardim de Liz"                     | 2020   | Não adicionado à nenhum álbum |

### Como artista convidada
| Ano                                    | Título | Álbum                     |
| -------------------------------------- | ------ | ------------------------- |
| "Sere Nere" (Tiziano Ferro part. Liah) | 2005   | The Best Of Tiziano Ferro |
| "Do Meu Querer" (Catedral part. Liah)  | 2009   | 20 Anos de Estrada        |

### Singlespromocionais
| Ano                     | Título | Álbum |
| ----------------------- | ------ | ----- |
| "Acreditar no Seu Amor" | 2004   | Liah  |

## Outras aparições
| Canção           | Ano  | Outros artistas | Álbum                                            |
| ---------------- | ---- | --------------- | ------------------------------------------------ |
| "Dúvidas"        | 2004 | Jay Vaquer      | Made in Brazil                                   |
| "No Mesmo Lugar" | 2009 | —               | Malhação 2009                                    |
| "Flagra"         | 2013 | —               | Um Barzinho, um Violão - Novelas Anos 80, Vol. 1 |
| "Você"           | 2014 | —               | Um Barzinho, um Violão - Novelas Anos 80, Vol. 2 |

## DVDs
| Ao Vivo no Theatro da Paz | - Lançamento: 7 de julho de 2015 - Formatos: CD, DVD, download digital - Gravadora: Lado Esquerdo Produções |

## Ligações Externas
- Página Oficial
- Blog Oficial
- Fã Clube Oficial

Predefinição:Liah
Predefinição:Singles de Liah